# Lloyd Kim
Lloyd Kim est un ministre presbytérien et un coordinateur de Mission to the World (en) (MTW), l'agence missionnaire de l'Église presbytérienne d'Amérique (PCA), qui est devenue la plus grande agence missionnaire presbytérienne de l'histoire, avec plus de 600 postes de carrière et plusieurs centaines de missionnaires de courte durée répartis dans le monde entier.

## Contexte
Originaire de Californie, le Dr Kim a obtenu un diplôme d'ingénieur de l'Université de Berkeley (Californie) et a travaillé comme consultant chez Ernst & Young avant d'obtenir son Master en Divinity au Séminaire Westminster (en) à Escondido et son doctorat en Nouveau Testament au Fuller Theological Seminary de Pasadena en Californie.
Il a été pasteur associé de la New Life Mission Church (PCA) de Fullerton (Californie), avant de rejoindre MTW.

## Missions
En 2004, MTW a envoyé le docteur Kim et son épouse Eda, médecin, à Manille, aux Philippines.
En 2007, il a travaillé comme directeur de pays au Cambodge, où il a aidé à faciliter la construction de plusieurs églises, tout en étant également directeur sur le terrain pour le Partenariat avec l’Asie du Sud-Est.
En outre, M. Kim a enseigné et fourni des ressources pédagogiques à plusieurs institutions théologiques en tant que directeur de l'enseignement théologique pour l'Asie-Pacifique.

## Personnel
Lloyd et Eda ont trois enfants : Kaelyn, Christian et Katy .